# Disque épais
Le disque épais est une des structures composant la plupart des galaxies à disque, dont la Voie lactée. Son existence pour notre Galaxie, comme une structure distincte du disque mince et du halo stellaire galactique a été suggérée pour la première fois par Gilmore et Read
en 1983. Il se situe entre 1-5 kpc au-dessus du plan galactique et est composé presque entièrement d'étoiles âgées. La composition chimique et la cinématique des étoiles le composant semblent également différents de ceux du disque mince,.
Il est suggéré que l'étude du disque épais soit d'une importance capitale pour la compréhension de la formation de la Voie Lactée. 